# 권기일
권기일(權奇鎰, 1886년 ~ 1920년)은 일제강점기에 활동한 한국의 독립운동가이다. 본관은 안동(安東)이며 경북 안동에서 태어났다. 이명은 권혁린이다.
1912년 3월 경 가족들과 만주로 망명하여, 길림성 통화현(通化縣) 합니하(哈泥河)에 정착한 뒤 독립운동을 이어갔다. 1920년 8월 중순, 일본 군경의 기습을 받고 순국하였다.

## 수상
- 건국포장(1977년)